# The Return of the Giant Hogweed
The Return of the Giant Hogweed – utwór muzyczny brytyjskiej grupy rockowej Genesis zamieszczony na albumie Nursery Cryme wydanym w 1971.

## Kompozycja
Utwór rozpoczyna bardzo szybki riff gitarowy wykonywany przez Steve'a Hacketta techniką oburęcznego tappingu. W dalszej części piosenki prym wiedzie pianino Banksa i gitara prowadząca tworzące ostry, rockowy rytm. Końcówka utworu jest bardzo mocno zaakcentowana wszystkimi instrumentami oraz ekspresyjnym wokalem Petera Gabriela.

## Fabuła
Tekst opowiada prawdziwą historię barszczu Mantegazziego – rośliny, która w XIX wieku została sprowadzona do Wielkiej Brytanii z Kaukazu, po czym rozprzestrzeniła się w niekontrolowany sposób poza ogrody i plantacje. Jej parzące właściwości są kanwą tekstu piosenki, przedstawiającej barszcz jako krwiożerczą roślinę zagrażającą rodzajowi ludzkiemu. Humorystyczne potraktowanie rzeczywistości było częstym motywem tekstów piosenek we wczesnym okresie twórczości zespołu.

## Wykonawcy
- Tony Banks – instrumenty klawiszowe: organy, fortepian, melotron,
- Phil Collins – perkusja, śpiew
- Peter Gabriel – śpiew, instrumenty perkusyjne
- Steve Hackett – gitara elektryczna
- Mike Rutherford – gitara basowa